# Герберт Вальтер
Герберт Вальтер (нім. Herbert Walther; 3 листопада 1912, Берлін — 1951) — німецький офіцер-підводник, лейтенант-цур-зее крігсмаріне (1 квітня 1944).

## Біографія
В 1933 році вступив на флот. З квітня 1941 року — старший штурман і вахтовий офіцер на підводному човні U-331, потім до січня 1944 року — старший штурман в 29-й флотилії. З липня 1944 по квітень 1945 року — командир U-59.

## Нагороди
- Медаль «За вислугу років у Вермахті» 4-го класу (4 роки)